# Liên minh Ba nước (1882)
Liên minh Ba nước là một thỏa thuận giữa Đức, Áo-Hung và Ý. Nó được thành lập vào ngày 20 tháng 5 năm 1882 và được gia hạn định kỳ cho đến khi nó hết hạn vào năm 1915 trong thế chiến I. Vương quốc Romania gia nhập liên minh vào ngày 18 tháng 10 năm 1883. Đức và Áo-Hung đã liên minh chặt chẽ từ năm 1879. Ý đã tìm kiếm sự hỗ trợ chống lại Pháp ngay sau đó Ý đã mất Tusnia vào tay người Pháp. Mỗi thành viên hứa sẽ hỗ trợ lẫn nhau trong trường hợp bị tấn công bởi bất kỳ thế lực lớn nào khác. Hiệp ước quy định rằng Đức và Áo-Hung sẽ hỗ trợ Ý nếu nước này bị Pháp tấn công mà không có sự khiêu khích. Đổi lại, Ý sẽ hỗ trợ Đức nếu bị Pháp tấn công. Trong trường hợp xảy ra chiến tranh giữa Áo-Hung và Nga, Ý hứa sẽ giữ thái độ trung lập. Sự tồn tại và thành viên của hiệp ước đã được biết đến, nhưng các điều khoản chính xác của nó được giữ bí mật cho đến năm 1919.